# Cylindrophis isolepis
Cylindrophis isolepis is een slang uit de familie cilinderslangen (Cylindrophiidae). De soort is endemisch op het Indonesische eiland Tanah Jampea. De soortnaam isolepis betekent "gelijke schaal", wat verwijst naar het feit dat de ventrale schubben gelijk zijn aan de dorsale schubben.

## Beschrijving
Dorsaal is de slang zwart en heeft elke schub een fijne witte rand. Ventraal worden twee afwisselende series grote witte vlekken gevonden. Het onderoppervlak van de staart is oranje. 
Het heeft zes bovenste labiale schubben, waarbij de derde en vierde het oog binnendringen, en geen vergrote ventrale schubben. Rond het lichaam bevinden zich 22 rijen schubben, met vijf subcaudale schubben.
Het type-exemplaar heeft een totale lengte van 43 centimeter. 
Cylindrophis aruensis · Cylindrophis boulengeri · Cylindrophis burmanus · Cylindrophis engkariensis · Cylindrophis isolepis · Cylindrophis jodiae · Cylindrophis lineatus · Cylindrophis maculatus · Cylindrophis melanotus · Cylindrophis opisthorhodus · Cylindrophis osheai · Cilinderslang (C. ruffus) · Cylindrophis subocularis · Cylindrophis yamdena